# تنگه بلاغی
تنگه بلاغی تنگهٔ دراز و گودی در جنوب غربی جلگه پاسارگاد و در شمال جاده جیسقان به قصرالدشت در دشت زیبای کمین واقع شده‌است. درازای تنگه حدود ۱۲ کیلومتر و عرض آن ۲۰۰ تا ۵۰۰ متر است ولی این پهنا قابل عبور نیست زیرا رودخانه پلوار یا سیوند و درختان انبوه و جنگلی اطراف رود عبور را مشکل کرده و تنها از کمر کوه که دارای راه باریکی است می‌توان گذشت. گذرگاه تنگه پس از گذشتن از پوزه‌های سنگ بر، تیرانداز ٬پوزه سرخ به دشت گسترده‌ای به نام دشت بلاغی می‌رسد.↵در آغاز تنگه در دامنه کوه راه باریکی به پهنای ۵/۱ متر و به درازای حدود ۲۰۰متر در سنگ کوه تراشیده شده که جالب و حائز اهمیت است و آثار آن می‌رساند که مربوط به دورانهای خیلی دور می‌باشد. برحسب نیاز به رفت‌وآمد بسیار، دیوار گذرگاه سنگی را از بالا تراش داده و در بعضی جاها از یک متر تا ده متر پهنا داده‌اند. در وسط تنگه پایه‌های پلی دیده می‌شود که برای گذشتن از این سوی آب به سوی دیگر در قدیم‌الایام ساخته بودند. تنگهٔ بلاغی به موازات تنگهٔ سعادت آباد قرارگرفته ولی همانقدر که تنگهٔ سعادت آباد خشک می‌باشد این تنگه با صفا و پر درخت است و بدون شک در دوران شاهنشاهی هخامنشی و سده‌ها پس از آن راه مواصلاتی تخت جمشید و نقش رستم و استخر به پاسارگاد از همین طریق بوده و از این شهر به سوی هگمتانه می‌رفتند.

## تاریخچه
تنگهٔ بُلاغی (بلاغ به معنی چشمه در زبان ترکی) تنگه‌ای است نزدیک روستایی باستانی (در پی اکتشافات اخیر احتمالاً شهری بزرگ) در استان فارس ایران، بین پاسارگاد و تخت جمشید و در نزذیکی مرکز شهرستان پاسارگاد سعادت شهر قرار دارد و به باور باستان شناسان زمانی در مسیر راه شاهی یا جادهٔ سلطنتی و از شواهد راه‌سازی دوران پادشاهی هخامنشیان قرار داشته‌است. این شاهراه نخستین جاده بین‌المللی شناخته شده جهان است. راه شاهی، شاهراه و مسیری زیارتی و کاروان رو بوده که پاسارگاد را به تخت جمشید و شوش و دیگر مناطق شاهنشاهی ایران پیوند می‌داده‌است که به نوبه خود جدا از سایر آثار و کشفیات دیگر، یک اثر باستانی مهم به‌شمار می‌آید.
جاده‌ای که به فرمان داریوش بزرگ هخامنشی ساخت آن از سارد (پایتخت لیدی) آغاز شد و پس از اینکه پاسارگاد را به تخت جمشید پایتخت هخامنشیان متصل کرد، به شوش کشیده شد و از همان زمان به نام راه شاهی معروف شد. داریوش شاه بارها و بارها برای اداره امور کشوری و برگزاری جشن‌های بهاره در تخت جمشید با گردونه (ارابه) ویژه خود از این جاده گذر کرد.
این جاده که سده‌هاست در زیر خروارها خاک مدفون شده سرشار است از خاطره‌ها، از پیروزی‌ها، از عبور پر از جلال و شکوه داریوش و خشایارشا و اردشیر و دیگر شاهان هخامنشی در طول ۲۲۰ سال سلطنت، از جشن‌ها و … ناگهان از سایه وحشت‌انگیز جنگ، از تعقیب داریوش سوم به وسیله اسکندر مقدونی که از همین راه داریوش می‌گریزد و پس از سه روز «بسوس» (قاتل داریوش) باز از همین راه سر داریوش سوم هخامنشی را می‌آورد و بر دامن اسکندر می‌افکند و پس از آن آتش و خون. و آرامشی ۲۵۰ ساله که بر این سرزمین حاکم بود دستخوش طوفان حوادث شده و همه چیز برباد می‌رود. مجموعه کاخ‌های ساخته شده بر روی صفه تخت جمشید به‌وسیله اسکندر به آتش کشیده می‌شود و اسکندر و سربازانش باز از همین راه به طرف شوش حرکت کرده و آنجا را نیز ویران می‌کنند.
از این مکان باستانی اطلاعات زیادی در دسترس نبود، تنها در سال ۲۰۰۵ در پی اکتشافات گروه‌های باستان‌شناسی از ایران، آلمان، استرالیا، ایتالیا، فرانسه، ژاپن، لهستان و هلند اطلاعات قابل توجهی به‌دست آمد.

## داده‌های جدید
برپایه داده‌های جدید تنگهٔ بلاغی تنها یک گذرگاه کوهستانی نبوده و در دوره‌های گوناگون از رونق بالایی برخوردار بوده‌است. تاکنون ۱۲۹ کارگاه باستان‌شناسی در این تنگه یافت شده‌است. قدیمی‌ترین آثار کشف شده تاکنون، متعلق به ۷۵۰۰ سال پیش است. در این محل آثاری از دوره‌های پارینه‌سنگی، نوسنگی، ایلامی (۲۷۰۰–۶۴۵ پیش از میلاد)، هخامنشیان، اشکانیان و ساسانیان و اوایل دورهٔ اسلامی به‌دست آمده‌است. واقع شدن تنگهٔ بلاغی در بین مجموعه تخت جمشید و پاسارگاد و شهر ساسانی استخر، حدس باستان‌شناسان را در مورد عبور راه ارتباطی از این منطقه تقویت کرده‌است.
باستان‌شناسان ایرانی و آلمانی با کشف کوره‌های سفال‌گری در پشت سد سیوند در تنگهٔ بلاغی شواهدی از صنعت گسترده سفال‌گری را در این منطقه به دست آورده‌اند. تنها در یکی از این محوطه‌ها، دو کارگاه سفال‌گری کشف شده‌است. این کوره‌ها دایره‌ای شکل و به صورت سنگ‌چین هستند.
یک گروه باستان‌شناسی ایرانی-هلندی در ماه آوریل ۲۰۰۵ میلادی، حدود ۱۵۰۰۰ تکه سفال در یکی از کارگاه‌های باستان‌شناسی پیدا کرد که متعلق به دوران شاهنشاهی ساسانیان و اوایل دورهٔ اسلامی هستند. این تکه‌های سفال بیشتر به رنگ کرم هستند.
به گزارش سرپرست گروه باستان‌شناسی لهستانی به تاریخ ۸ می ۲۰۰۵ میلادی، در پی کشف تکه‌هایی از لوله به قطر حدوداً ۳۰ سانتی‌متر و به رنگ خاکستری مربوط به دوران شاهنشاهی هخامنشیان، نظر باستان‌شناسان مبنی بر اینکه این منطقه تنها شامل یک روستای کوچک بوده‌است، تغییر کرده و اکنون باور بر این است که این منطقه شامل یک شهر باستانی بزرگ است. به نظر باستان‌شناسان این لوله‌ها ممکن است برای انتقال فاضلاب یا آب مصرف می‌شده‌اند.
توسط این گروه یک زیر خاکی نیز متعلق به دوران شاهنشاهی هخامنشیان در محل پیدا شد. این بزرگ‌ترین کوزه‌ای است که تا به حال در ایران یافت شده‌است. ارتفاع کوزه ۱۴۰ سانتی‌متر، قطر آن ۱۲۳ سانتیمتر و وزن آن ۱۲۰ کیلوگرم است.
اسکلت کامل یک انسان نیز از زیر خاک بیرون آمد، که متعلق به دوران شاهنشاهی ساسانیان است (۲۲۶–۶۵۱ میلادی). اسکلت متعلق به یک مرد بزرگ‌سال بوده، که در حالت چمباتمه پیدا شده‌است.
تیم مشترک باستان‌شناسان ایران و ژاپن با کاوش‌های نجات‌بخشی در غارهای باستانی این منطقه، ابزارهای سنگی کشف کردند. کاوش در دو غار این منطقه به یافتن شمار زیادی ابزار سنگی گوناگون و از جنس «چرت» و سنگ چخماق انجامید.
«بابک کیال»، سرپرست مجموعه باستانی پاسارگاد در مورد محوطه‌های باستانی شناسایی شده گفت: «در این بررسی‌های باستانی آثاری شامل تپه‌های پیش از میلاد، کوره‌های ذوب فلز، غار و سکونتگاه‌های پیش از میلاد، دو گورستان دسته‌جمعی مربوط به دوران اشکانی و آثار دیگر به دست آمده‌است.»
بر اساس بررسی‌های صورت گرفته در تنگ بلاغی (از پوزه کوه کوچک در شمال تا روستای رحمت آباد در جنوب تنگ بلاغی) تاکنون بیش از ۱۴۰ اثر باستانی از دوره پیش از تاریخ تا دوره اسلامی شناسایی شده‌است.

## آثار کشف شده
- مهر سنگی قهوه‌ای رنگ ۵۵۰۰ ساله با نقوش افقی به اندازه دایره با قطر دو سانتیمتر
- خمره ذخیره آذوقه (کوزهٔ سفالی ۱۲۰ کیلویی)
- بیش از ۷ کیلومتر مرز سنگی مربوط به دوران اشکانی
- دو اسکلت دفن شده به همراه اشیاء در گور
- کارگاه شراب سازی
- کارگاه سفال‌سازی ۷۵۰۰ ساله
- محوطه باستانی ۷۰۰۰ ساله
- یک روستای هخامنشی با دیوارهای دفاعی و لوله‌های سفالی دفع فاضلاب
- گورستان ۶۰۰۰ ساله
- یک گورستان کلان سنگی ساسانی
- بقایای دوران ایلامی
- حوض ساخته شده از لاشه سنگ با اندود گچ

## سد سیوند و تخریب آثار باستانی
- «منیرو بوشناکی»، معاون فرهنگی یونسکو: صدای تنگه بلاغی را به گوش جهانیان برسانید.
- باستان‌شناسان برای نجات هر محوطه، تنها ۳ روز فرصت دارند.
- «سید محمد بهشتی»، رئیس پژوهشگاه سازمان میراث فرهنگی و گردشگری کشور گفت: «فرصت نجات بخشی محوطه‌های سد کارون سه کوتاه بود ولی با وجود مشکلات زیاد از قبیل نبود نیروی انسانی و عدم تدارکات کافی، فعالیت در آنجا آغاز شد. این کار حرکت تازه‌ای بود. در سد سیوند این تمرین با زمان و تدارکات وسیع‌تری انجام می‌گیرد و تمرین بعدی ما که فرصت طولانی تری خواهد داشت روی سد کارون ۴ تمرکز دارد. تا آن زمان امیدواریم بتوانیم اقدامات بهتری برای نجات آثارمان انجام دهیم.».
- «بابک کیان» سرپرست مجموعه باستانی پاسارگاد در مورد محوطه‌های باستانی شناسایی شده، گفت: «در این بررسی‌ها محوطه‌های باستانی شامل تپه‌های پیش از میلاد، کوره‌های ذوب فلز، غار و سکونتگاه‌های پیش از میلاد، کوره‌های سنگی مربوط به دوره فرمانروایان فارس (فرقه داران)، دو قبرستان دسته جمعی مربوط به دوران اشکانی، بیش از ۷ کیلومتر مرز سنگی مربوط به دوران اشکانی و دیگر محوطه‌های باستانی که بر اثر ساخت سد زیر آب می‌رود؛ شناسایی شد.»
- به اعتقاد کارشناسان ساخت سد سیوند به جز ایجاد مشکل برای آثار درون تنگه، به‌دلیل به وجود آوردن شرایط خاص در منطقه به آسیب دیدن سازه‌های اصلی محوطه جهانی پاسارگاد منجر می‌شود. «کیان» که خود کارشناس مرمت آثار باستانی است، در این باره گفت: «هنوز بررسی‌های دقیقی روی این مسئله انجام نگرفته‌است، اما با توجه به آبرفتی و سست بودن خاک منطقه حدس زده می‌شود جمع شدن آب در دریاچه سد، باعث افزایش شدید رطوبت هوا در منطقه و بالا آمدن میزان آب سطحی شود که این اتفاق می‌تواند به پی اصلی کاخ‌ها و آرامگاه کوروش آسیب وارد سازد.»
- «جونکو تاینگوچی» کارشناس یونسکو در ایران در این باره به گاردین گفت: «جای تاسف است که برای نجات بخشی این محوطه‌ها وقت زیادی را نداریم. تا آنجایی که می‌دانیم بر اثر ساخت این سد، منظر محوطه باستانی پاسارگاد به زیر آب خواهد رفت و ارزش میراث و محوطه‌های بالقوه اطراف آن برای همیشه در هاله‌ای از راز فرو خواهد رفت.»
- «جامعی»، مدیر برنامه احداث سد سیوند می‌گوید: «در سال ۱۳۷۱ هنگامی که قصد داشتیم احداث سد را آغاز کنیم طی نامه‌ای، از سازمان میراث فرهنگی استان فارس استعلام کرده و خواستار بررسی منطقه از نظر فرهنگی شدیم اما از جانب سازمان میراث فرهنگی هیچ گونه اقدامی صورت نگرفت بنابراین ما کار احداث سد را آغاز کردیم».
- ساخت سد سیوند از سال ۷۱ روی رودخانه سیوند (پلوار) در منطقه بلاغی آغاز شد. تنگه ۹ کیلومتری بلاغی در فاصله ۲ کیلومتری از محوطه ثبت جهانی پاسارگاد قرار دارد. آبگیری این سد در تاریخ ۲۹ فروردین سال ۱۳۸۶ آغاز شد.
- «کریم علیزاده»، مدیر روابط بین‌الملل پژوهشکده باستان‌شناسی سازمان میراث فرهنگی و گردشگری کشور نیز در این باره گفت: «کاوش در غارهای پارینه‌سنگی تنگه بلاغی با توجه به کمبود اطلاعات و مطالعات محدودی که تاکنون دربارهٔ دوره پارینه‌سنگی در کشور انجام گرفته‌است، می‌تواند اهمیت بسیار داشته باشد و اطلاعات فراوانی را دربارهٔ سکونت در این دوره در اختیار قرار دهد».
- کارشناسان زمان مورد نیاز برای نجات‌بخشی تمام محوطه‌ها را چهار سال می‌دانند اما زمان تخصیص داده شده از طرف سازمان آب منطقه‌ای استان فارس (مجری ساخت سد سیوند) برای این کار تنها یک سال است. این در حالی‌ست که سد تا پایان دی ماه آبگیری می‌شود.
- اگر سازمان میراث فرهنگی فارس از اهمیت منطقه مطلع بود و با ساختن سد در این ناحیه مخالفت می‌کرد، با توجه به اینکه در منطقه بلاغی یک یا دو محل دیگر نیز برای سدسازی مناسب شناخته شده، تغییر محل ساخت سد امکان‌پذیر بود و اکنون پیشینه و هویت ما به زیر آب نمی‌رفت.
- دکتر رضا مرادی غیاث آبادی، باستان‌شناس مستقل نیز در مصاحبه با خبرگزاری میراث فرهنگی از نبود تهیه و انتشار فهرست و گزارشی تفصیلی از آثار و محوطه‌های در معرض خطر، حداقل و حداکثر میزان و درصد آسیب‌رسانی به تک تک آثار باستانی منطقه، نقشه‌ای که نشان دهد در ازای هر واحد از ارتفاع آب دریاچه پشت سد، مساحت و طول آن دچار چه تغییراتی می‌گردد و در هر ارتفاع مشخص، کدامیک از آثار را غرق خواهد ساخت؛ راه‌های علمی و عملی حفاظت از آثار غیرمنقول با توجه به تجارب کشورهای دیگر (همچون چین، هند و مصر) به گونه‌ای گسترده و با فراخوان همگانی، و نبود گزارش علمی کاوش‌های هیئت‌های گوناگون و دستاوردهای آنان انتقاد کرده‌است.

## جنگل تنگه بلاغی پاسارگاد
در داخل تنگ بلاغی، رودخانه سیوند یا رودخانه بلاغی (که نام قدیمی آن پلوار بوده) می‌گذرد. این رودخانه باعث سرسبزی و خرمی پوشش گیاهی تنگه بلاغی شده‌است. زمین‌های واقع در حاشیه این رودخانه، غالباً جنگلی و پوشیده از درختان بنه، پسته‌وحشی و بادام کوهی است. وجود این رودخانه دائمی، باعث توجه جوامع انسانی در دوره‌های مختلف تاریخی به این دره شده‌است، به‌طوری‌که تقریباً آثاری از تمامی دوره‌های باستانی ایران، به صورت یکجا در این دره شناسایی شده‌است.

### ۲۵۰۰ هکتار از منطقه پاسارگاد سوخت
در تاریخ ۲۰ خرداد ۱۳۹۵ خورشیدی، دبیر شورای اسلامی بخش پاسارگاد گفت: تاکنون حدود ۲۵۰۰ هکتار از جنگل‌های منطقه تنگ بلاغی با درختان ۲۰۰ ساله در آتش از بین رفته‌است. وی با بیان اینکه وسعت آتش‌سوزی پاسارگاد بسیار زیاد است، تأکید کرد: به اعتقاد من تاکنون حدود ۲۵۰۰ هکتار از منطقه در آتش از بین رفته که در این میان درختان ۲۰۰ ساله وجود داشته‌است. وی ادامه داد: متأسفانه از صبح روز گذشته تاکنون شاهد عدم هماهنگی میان دستگاه‌های مختلف هستیم زیرا بالگردی که به این منطقه اعزام شده بود تنها گنجایش حمل ۲ نفر را داشت در حالی که باید بالگردی به این منطقه اعزام می‌شد که بتواند نیروی مردمی را منتقل کند. وی افزود: این حریق از منطقه سوباتان شهرستان اقلید تا تنگ بلاغی شهرستان پاسارگاد رسیده و به‌طور حتم گسترش خواهد یافت. فرماندار پاسارگاد نیز از درخواست کمک ملی برای مهار این آتش‌سوزی خبر داد.